# Axiom (Musiklabel)
Axiom war ein 1989 vom Bassisten und Musikproduzenten Bill Laswell gegründetes US-amerikanisches Schallplattenlabel. Vertrieben wurden die Veröffentlichungen zunächst als ein Sublabel von Island Records, dessen Gründer und CEO Chris Blackwell den kreativen Ideen Laswells aufgeschlossen gegenüber stand. 1997 wechselte Axiom zu Blackwells neuem Label Palm Pictures, bevor Laswell 1999 das Nachfolgeprojekt Innerhythmic gründete.

## Philosophie
Laswell gründete Axiom, um seine Vorstellungen einer progressiven, genreübergreifenden Weltmusik zu verwirklichen und diese nicht den wirtschaftlichen Zwängen herkömmlicher Plattenfirmen unterordnen zu müssen, was ihn aber nicht davon abhielt, parallel noch ein weiteres Label namens Subharmonic zu betreiben sowie auf zahlreichen anderen Labels wie Douglas, ION und Meta zu veröffentlichen.
Für Axiom konzipierte Laswell zahlreiche Alben unter Überschriften wie Axiom Funk, Axiom Dub oder Axiom Ambient, oft mit mythisch-mystischen Untertiteln wie Funkcronomicon oder Assassin Knowledges of the Remanipulated und realisierte diese mit Musikern aus verschiedensten Musikrichtungen. Wiederkehrende Partner hierbei waren die Funk-Musiker Bootsy Collins und Bernie Worrell, die experimentellen Gitarristen Buckethead und Nicky Skopelitis, der Perkussionist Aiyb Dieng, Hip-Hop-Musiker wie DJ Disk oder auch die Jazzgröße Herbie Hancock. Den überwiegenden Teil der Alben produzierte Laswell gemeinsam mit seinem langjährigen Wegbegleiter Robert Musso.
Das 2011 von Laswell mit Giacomo Bruzzo (RareNoise Records) gegründete Label MOD Technologies soll an die Philosophie von Axiom anknüpfen.

## Erfolge
Laswell benutzte Axiom hauptsächlich zur Veröffentlichung seiner bekannten Projekte Material und Praxis sowie später für Tabla Beat Science mit Zakir Hussain. Außerdem entwickelte Laswell seine Formen von Ambient und Dub auf zahlreichen Alben bis hin zum Remix der Musik von Bob Marley (Dreams of Freedom) und der Vertonung des Hakim-Bey-Werkes Temporäre Autonome Zone.
Mit Ask The Ages von Sonny Sharrock (1991) und Arc Of The Testimony mit Tony Williams (1997) konnten bedeutende Spätwerke der beiden jeweils kurze Zeit später verstorbenen Künstler realisiert werden.

## Artwork
Ein Großteil der Plattencover wurde vom amerikanischen Grafiker James Koehnline geschaffen, was vielen Veröffentlichungen eine einheitliche Linie verleiht. Weitere Cover stammen von Graffiti-Künstler und Hip-Hop-Musiker Rammellzee.

## Diskographie/Vertrieb
Axiom war ein Sublabel von Island Records und wurde in den USA zunächst von Chris Blackwells Mango Records vertrieben, ab 1994 von PolyGram (heute Universal). Ab 1999 wurde Axiom über Palm Pictures angeboten.
In Deutschland konnte Ariola/BMG, die das Label seit den frühen 70er-Jahren hierzulande vertrieb, trotz des Verkaufs von Island Records an den PolyGram-Konzern, den Vertrieb fünf Jahre lang weiterführen. Erst 1995 wechselte dieser zum PolyGram Musik Vertrieb (PMV).
Der Großteil der Veröffentlichungen des Labels sind ausschließlich in den USA erschienen. (Diese Titel sind kursiv in der Liste dargestellt.)
Da in Deutschland der Ariola-Importdienst (damals: ARIS) keinen Zugriff auf die von der PolyGram in den USA produzierten Alben hatte, und der PolyGram-Importdienst (damals: IMS) wiederum diese Artikel in Deutschland nicht anbieten durfte, waren die meisten Alben hierzulande lediglich als Direktimporte erhältlich.
In Großbritannien gefertigte (und meist auf 2000 Stück) limitierte Vinylausgaben wurden über PolyGram nach Deutschland importiert.
Vertriebsangaben in der Tabelle beziehen sich auf Deutschland.
2011 kündigte Bill Laswell an, das Repertoire zurück erwerben und neu veröffentlichen zu wollen.
2016 veröffentlichte Laswell einen großen Teil des Repertoires als digitale Alben.
| Jahr | Interpret                                          | Album                                                         | Format                                                                               | Anmerkungen |
| ---- | -------------------------------------------------- | ------------------------------------------------------------- | ------------------------------------------------------------------------------------ | --- |
| 1990 | Ginger Baker                                       | Middle Passage                                                | LP/CD Vertrieb: BMG                                                                  | Produzent: Bill Laswell Studios: BC Studio, Platinum Island Studios, Krypton Studios (alle New York City) mit Jah Wobble, Bill Laswell, Jonas Hellborg, Nicky Skopelitis, Faruk Tekbilek, Bernie Worrell, Mar Gueye, Aiyb Dieng, Magette Fall |
| 1990 | Simon Shaheen                                      | The Music of Mohamed Abdel Wahab                              | LP, CD in Deutschland erstmals 2022 auf Zehra erschienen.                            | Produzenten: Bill Laswell, Simon Shaheen Studio: Sorcerer Sound, New York City mit Sheikh Taha, Michael Finkel, Vladimir Greenberg, Bobby Farah, Mike Richmond, Paula Bing, Ibrahim Salman, Hanna Mirhige, Anton Hajjar, Najib Shaheen, Simon Shaheen, Ramzi Bisharat, Michael Baklouk, Artemis Theodos, Gabriel Palka, Nessim Dakwar, Kamil Shajrawi, Laura Shaheen, Louise Salman, Maurice Chedid, Nermine Rawi, Youssef Kassab |
|      | Shankar                                            | Soul Searcher                                                 | LP/CD/MC                                                                             | Produzenten: Bill Laswell, Caroline Morgan, Shankar Studios: Real World Studios, Box, England, 39th Street Music Studio, New York City mit Vikku Vinayakram, Peter Gabriel, Zakir Hussain, V. Lakshminarayana, Ganam Rao, Caroline Morgan, Ganam Rao, Shankar, V. Lakshminarayana |
|      | Ronald Shannon Jackson                             | Red Warrior                                                   | LP/CD/MC                                                                             | Produzenten: Bill Laswell, Ronald Shannon Jackson Studios: Sorcerer Sound, Platinum Island Studios, Krypton Studios (alle New York City) mit Conrad Mathieu, Ramon Pooser, Jack DeSalvo, Jef Lee Johnson, Stevie Salas, Ronald Shannon Jackson |
|      | Mandingo                                           | New World Power                                               | LP/CD/MC                                                                             | Produzenten: Bill Laswell, Foday Musa Suso Studios: BC Studio, Platinum Island Studios, Krypton Studios (alle New York City) mit Bill Laswell, Foday Musa Suso, Clive Smith, Nicky Skopelitis, Jeff Bova |
|      | Various Artists                                    | Ancient Heart - Mandinka and Fulani Music of the Gambia       | LP/CD/MC                                                                             | Produzenten: Bill Laswell, Foday Musa Suso Aufnahme am 15. und 16. April 1990 in Brikama, Gambia |
|      | Gnawa Music Of Marrakesh                           | Night Spirit Masters                                          | LP/CD/MC                                                                             | Produzenten: Bill Laswell, Richard Horowitz, Nicky Skopelitis Aufnahme in der Altstadt von Marrakesch, Marokko |
| 1991 | Material                                           | The Third Power                                               | LP/CD Vertrieb: BMG                                                                  | Produzent: Bill Laswell Studios: BC Studio, Platinum Island Studios, Greenpoint Studios (alle New York City) mit Maceo Parker, Robbie Shakespeare, Fred Wesley, Nicky Skopelitis, Olu Dara, Bernie Worrell, Aldo Sampieri, Sly Dunbar, Richard Harper, Henry Threadgill, Michael Hampton, Joe Daley, Aiyb Dieng, Herbie Hancock, Jeff Bova, Pee Wee Ellis, Marcus Rojas, Gary Mudbone Cooper, Jalaluddin Mansur Nuriddin, Jenny Peters, Jungle Brothers, The Last Poets, Bootsy Collins, Gary Shider, Joel Brandon |
| 1991 | Sonny Sharrock                                     | Ask the Ages                                                  | CD/MC in Europa erstmals 2019 auf dem britischen Label Hive Mind Records erschienen. | Produzenten: Bill Laswell, Sonny Sharrock Studios: Sorcerer Sound, Greenpoint Studios, (beide New York City) mit Charnett Moffett, Elvin Jones, Sonny Sharrock, Pharoah Sanders |
|      | Jonas Hellborg                                     | The Word                                                      | CD/MC                                                                                | Produzenten: Bill Laswell, Jonas Hellborg Studio: Greenpoint Studios, New York City mit Jonas Hellborg, Tony Williams, The Soldier String Quartet: Mary Wooten, Ron Lawrence, David Soldier, Laura Seaton |
|      | Various Artists                                    | Illuminations - Axiom Collection                              | CD/MC                                                                                | Produzent: Bill Laswell Studios: Verschiedene |
|      | Bahia Black                                        | Ritual Beating System                                         | CD/MC                                                                                | Produzent: Bill Laswell Studios: Sorcerer Sound, Greenpoint Studios, (beide New York City) mit Carlinhos Brown, Herbie Hancock, Wayne Shorter, Larry Wright, Olodum, Tony Walls, David Chapman, Henry Threadgill, Bernie Worrell |
| 1992 | Master Musicians of Jajouka featuring Bachir Attar | Apocalypse Across the Sky                                     | CD, MC in Deutschland erstmals 2022 auf Zehra erschienen.                            | Produzent: Bill Laswell Aufnahmen am 8., 9. & 10. November 1991 in Joujouka am Rif-Gebirge in Marokko mit Rahama Attar, Hadj Abdesalam Attar, Abdellah Shirioui, Abdeslam Bokzar, Hadoush Attar, Menana Attar, Rahama Attar, Rahama Attar, Yamna Attar, Abdellah Bokzar, Ahmed El Himdi, Mokhtar Jaghdal, Mostapha Attar, Bachir Attar, Lahesen Brital u. v. a. |
| 1992 | Talip Özkan                                        | The Dark Fire                                                 | CD                                                                                   | Produzenten: Bill Laswell, Nicky Skopelitis Studio: Studios Ferber, Paris, Frankreich mit Mahmut Demir, Talip Özkan |
|      | Praxis                                             | Transmutation (Mutatis Mutandis)                              | CD Vertrieb: BMG                                                                     | Produzent: Bill Laswell Studio: Greenpoint Studios, New York City mit Bootsy Collins, Brain, Buckethead, Bernie Worrell, Af Next Man Flip |
| 1993 | Umar Bin Hassan                                    | Be Bop or be Dead                                             | LP, CD, MC Vertrieb: BMG                                                             | Produzent: Bill Laswell Studio: Greenpoint Studios, New York City mit Guilherme Franco, Aiyb Dieng, Guilherme Franco, Buddy Miles, Foday Musa Suso, Bootsy Collins, Anton Fier, Amina Claudine Myers, Bernie Worrell, Asante, Abiodun Oyewole, Umar Bin Hassan, Bill Laswell |
| 1993 | Henry Threadgill                                   | Too Much Sugar for a Dime                                     | CD, MC                                                                               | Produzenten: Bill Laswell, Henry Threadgill Studios: Sorcerer Sound, Greenpoint Studios (beide New York City) mit Very Very Circus: Gene Lake, Henry Threadgill, Larry Bright, Mark Taylor, Brandon Ross, Masujaa, Johnny Rudas, Miguel Urvina, Dorian L. Parreott II, Edwin Rodríguez, Marcus Rojas, Jason Hwang, Leroy Jenkins, Simon Shaheen |
|      | Various Artists                                    | Manifestation - Axiom Collection II                           | LP/CD/MC Vertrieb: BMG LP: Polygram                                                  | Produzent: Bill Laswell Studios: Verschiedene |
|      | Nicky Skopelitis                                   | Ekstasis                                                      | CD, MC                                                                               | Produzenten: Bill Laswell, Nicky Skopelitis Studios: Platinum Island Studios, BC Studio, Greenpoint Studios (alle New York City) mit Nicky Skopelitis, Henry Threadgill, Amina Claudine Myers, Zigaboo Modeliste, Guilherme Franco, Bill Laswell, Simon Shaheen, Foday Musa Suso, Jaki Liebezeit, Jah Wobble, Aiyb Dieng, Bachir Attar, Zakir Hussain |
| 1994 | Bill Laswell                                       | Axiom Ambient - Lost in the Translation                       | LP, CD, MC Vertrieb: BMG LP: Polygram                                                | Produzent: Bill Laswell Studio: Greenpoint Studios, New York City mit Bill Laswell, Terre Thaemlitz, The Orb, Tetsu Inoue |
| 1994 | Material                                           | Hallucination Engine                                          | LP/CD/MC Vertrieb: BMG LP: Polygram                                                  | Produzent: Bill Laswell Studios: BC Studio, Platinum Island Studios, Greenpoint Studios, Krypton Studios (alle New York City), Media Arts, Madras, Indien mit Nicky Skopelitis, Bill Laswell, Jonas Hellborg, Bootsy Collins, Michael Baklouk, Aiyb Dieng, Sly Dunbar, Bernie Worrell, Shankar, Vikku Vinayakram, George Basil, Jihad Racy, Zakir Hussain, Trilok Gurtu, Jeff Bova, Wayne Shorter, Simon Shaheen, Fahim Dandan, Liu Sola, William S. Burroughs |
|      | Liu Sola                                           | Blues in the East                                             | CD/MC                                                                                | Produzent: Bill Laswell Studio: Greenpoint Studios, New York City mit Fernando Saunders, Jerome Brailey, Amina Claudine Myers, James Blood Ulmer, Liu Sola, Umar Bin Hassan, Aiyb Dieng, Yukio Tsuji, Wu Man, Henry Threadgill, Ralph Samuelson, Ned Rothenberg, Jason Hwang |
|      | Hakim Bey                                          | T.A.Z.                                                        | CD/MC                                                                                | Produzent: Bill Laswell Studio: Greenpoint Studios, New York City mit Hakim Bey, Bill Laswell, Buckethead, Nicky Skopelitis, Wu Man |
|      | Maleem Mahmoud Ghania / Pharoah Sanders            | The Trance of Seven Colors                                    | CD/MC LP in Deutschland erstmals 2022 auf Zehra erschienen.                          | Produzenten: Bill Laswell, Nicky Skopelitis, El Haimer Boubker Aufnahme am 1.–3. Juni 1994 im Haus von Caid Khoubane in der Altstadt von Essaouira, Marokko mit Fatima Labied, Fatna Ifis, Hafida Ghania, J'mia Ghania, Khadija Ghania, Malika Ghania, Mina Ahkaraz, Saida Battach, Abdellah Ahkaraz, Abdellatif Abdellaoui, Hassan Machoure, Maleem Abdellah Ghania, El Moktar Ghania, Mohamed Abdellaoui, Mohamed Boujmia, Mohamed Outanine, Maleem Mahmoud Ghania, Zaida Ghania, Maleem Boubker Ghania, Pharoah Sanders |
| 1995 | Axiom Funk                                         | Funkcronomicon                                                | CD, MC Vertrieb: Polygram, LP 2018 auf Plain Recordings erschienen                   | Produzent: Bill Laswell Studios: Greenpoint Studios, The Hit Factory, BC Studio, Platinum Island Studios (alle New York City) mit Bill Laswell, Eddie Hazel, Bernie Worrell, Umar Bin Hassan, Blackbyrd McKnight, Torture, Bootsy Collins, Guilherme Franco, Zigaboo Modeliste, Nicky Skopelitis, Amina Claudine Myers, Buckethead, Robert Musso, Lili Haydn, Abiodun Oyewole, Af Next Man Flip, Brain, Fred Wesley, Bobby Byrd, Timothy „T-Bone“ David, Maceo Parker, Anton Fier, Garry Shider, Gary "Mudbone" Cooper, George Clinton, Sly Stone, Godmoma, Menace, Zillatron, Michael Hampton, Sly Dunbar, Robbie Shakespeare, Aiyb Dieng, Jerome Brailey, Michael „Clip“ Payne, Zhana Saunders, Debra Barsha, Herbie Hancock, J.D. Parron, Ted Daniel, Edwin Rodríguez, Henry Threadgill, Joe Daly, Janet Grice, Daniel Ponce, DXT |
| 1996 | Various Artists                                    | Altered Beats - Assassin Knowledges of the Remanipulated      | LP, CD, MC Vertrieb: Polygram                                                        | Produzent: Bill Laswell Studios: Verschiedene mit Bill Laswell, DJ Krush, Material, Bootsy Collins, Invisibl Skratch Piklz, DXT, New Kingdom, Valis, Spectre |
|      | Various Artists                                    | Axiom Dub - Mysteries of Creation                             | CD, MC Vertrieb: Polygram                                                            | Produzent: Bill Laswell Studios: Verschiedene mit Bill Laswell, Ninj, Sly & Robbie, Sub Dub, The Orb, We™, Material, Wordsound I-Powa, Mad Professor, Automaton, Dub Syndicate, Jah Wobble, Jaki Liebezeit, Neville Murray, Techno Animal, Scarab, New Kingdom, DJ Spooky |
| 1997 | Bob Marley                                         | Dreams of Freedom - Ambient Translations of Bob Marley in Dub | LP, CD, MC Vertrieb: Polygram                                                        | Produzent: Bill Laswell Studio: Greenpoint Studios, New York City mit Bill Laswell, Aiyb Dieng, Material, Karl Berger, Tetsu Inoue |
|      | Arcana                                             | Arc of the Testimony                                          | CD                                                                                   | Produzent: Bill Laswell Studio: Greenpoint Studios, New York City mit Bill Laswell, Byard Lancaster, Graham Haynes, Tony Williams, Buckethead, Nicky Skopelitis, Pharoah Sanders |
| 1999 | Material                                           | Intonarumori                                                  | LP, CD Label: Palm Pictures/Axiom                                                    | Produzent: Bill Laswell Studios: Orange Music Sound Studios, West Orange, NJ, Greenpoint Studios, New York City mit Bill Laswell, Ahlill the Transcending Soldier, Jerome "Bigfoot" Brailey, Alicia Blue, DXT, The Ghetto Prophets, Elwood, Scotty Hard, Ted Parsons, Eddie Def, Extrakd, Nature Boy Jim Kelly, Bernie Worrell, Lori Carson, Killah Priest, Rammellzee, The Juggaknots, Flavor Flav, phonosycographDISK, Kool Keith, Kut Masta Kurt |
| 2000 | Tabla Beat Science                                 | Tala Matrix                                                   | CD Label: Palm Pictures/Axiom                                                        | Produzent: Bill Laswell Studios: Orange Music Sound Studios, West Orange, NJ, Ztudio Zerkall, Hürtgenwald, NRW, Calcutta Cyber Studio, Kalkutta, Indien mit Talvin Singh, Karsh Kale, Trilok Gurtu, Matt Howe, Ustad Sultan Khan, Brad Somatik, Bill Laswell, Zakir Hussain |
| 2001 | Jah Wobble / Bill Laswell                          | Radioaxiom – A Dub Transmission                               | CD Label: Palm Pictures/Axiom                                                        | Produzenten: Bill Laswell, Jah Wobble Studio: Orange Music Sound Studios, West Orange, NJ mit Graham Haynes, Karsh Kale, Sly Dunbar, Hamid Drake, Nicky Skopelitis, Amina Claudine Myers, Aiyb Dieng, Nils Petter Molvær, Ejigayehu Shibabaw, Tigist Shibabaw, Bill Laswell, Jah Wobble |
| 2002 | Tabla Beat Science                                 | Live In San Francisco At Stern Grove                          | CD Label: Palm Pictures/Axiom Vertrieb: ?                                            | Produzent: Bill Laswell Aufnahme am 12. August 2001 beim Stern Grove Festival, San Francisco, CA mit Fabian Alsultany, Zakir Hussain, DJ Disk, Gigi, MIDIval PunditZ, Karsh Kale, Bill Laswell |